# Zaida Catalán
Zaida Maria Catalán, född 6 oktober 1980 i Stockholm, död i mars 2017 i Kongo-Kinshasa, var en svensk jurist och tidigare politiker (miljöpartist). Hon var språkrör för Grön Ungdom 2001–2005. 

## Biografi

### Uppväxt och utbildning
Zaida Catalán föddes i Stockholm men växte upp i Högsby i Småland. Hennes mor är svensk, medan fadern kom som politisk flykting från Chile 1975. Hon studerade vid Stockholms universitet där hon avlade juristexamen.

### Politisk karriär
Med bakgrund som djurrättsaktivist blev hon 2001 språkrör för Miljöpartiets ungdomsförbund Grön Ungdom. Efter två år som språkrör tillsammans med Gustav Fridolin och två år tillsammans med Einar Westergaard avgick hon som språkrör för Grön Ungdom 2005. Catalán var särskilt engagerad i frågor som rörde djurrätt, jämställdhet och sexköpslagen.
Hösten 2008 tillkännagav hon sin kandidatur till EU-parlamentet 2009. Efter en intern medlemsomröstning hamnade hon på femte plats på Miljöpartiets valsedel till Europaparlamentet. Hon bedrev sedan en personvalskampanj och fick i valet 16 300 kryss, något som dock inte räckte för att få något av mandaten.
Under mandatperioden 2006–2010 och fram till mars 2011, var hon ledamot för Miljöpartiet i Stockholms stads kommunfullmäktige. Hon arbetade även under en tid som jurist för Miljöpartiet vid dess kansli i Sveriges riksdag.

### Internationell karriär
I december 2010 sade Catalán "Jag har kommit till vägs ände i partiet och vill gå vidare där jag kan utvecklas". Hon lämnade arbetet som jurist vid Miljöpartiets riksdagskansli för att arbeta som expert på sexuellt våld för EU:s polisinsats EUPOL i Goma, Kongo-Kinshasa och sade att det inte var säkert att hon skulle komma tillbaka till Miljöpartiet.
De sista åren i sitt liv hade hon flera uppdrag som rådgivare i genusfrågor åt olika EU-missioner. Hon arbetade med EU:s polisinsats i Afghanistan, i Kongo-Kinshasa och på Västbanken. I juli 2016 utsågs hon till expert i FN:s Group of Experts on the Democratic Republic of the Congo, utskickad av Chile.

### Död
Den 12 mars 2017 kidnappades Catalán tillsammans med fyra kongoleser och ytterligare en FN-anställd under ett uppdrag i provinsen Kasaï Central i Kongo-Kinshasa. Hon var i landet för att undersöka och dokumentera brott mot mänskliga rättigheter. Catalán, hennes amerikanska kollega och en tolk hittades döda den 27 mars. En videofilm visar hur Catalán blir skjuten, och hennes huvud hade skiljts från kroppen när den hittades.

## Priser till Zaida Cataláns minne

### Zaida Cataláns pris[14]
Elever från Kalmars gymnasieförbund i Kalmar delar varje år ut Zaida Cataláns pris till en eller flera ungdomar upp till 25 år gamla, som har visat mod och civilkurage genom sina handlingar. Vidare ska mottagaren, som skall vara bosatt i Kalmar län, ha visat passion för att göra världen till en bättre plats och ha värdesatt utbildning.
Zaida Cataláns pris instiftades januari 2019 och består av en styrgrupp och en jury. Jury består av elever i Kalmars gymnasieförbund, aktivister från området och andra relevanta personer.
Priset tillkom för att hedra Zaida Catalán och syftet är att uppmärksamma ungdomar i Kalmar län som genom civilkurage stått upp för mänskliga rättigheter. Priset är ett stipendium på 5 000 kr. 

#### Mottagare
- 2019: Nellie Albrektsson och Nadja Ericsson
- 2020: Wilma Axelsson
- 2021: Alexander Finstad

### Zaida Catalán-priset
Zaida Catalán-priset är ett pris som instiftades 2018. Priset delas ut i samband med Zaida Cataláns födelsedag den sjätte oktober varje år till en person som:
| - står upp för mänskliga rättigheter, kvinnors rättigheter, djurs rättigheter eller arbetar emot miljöförstöring, - genom sin handling visar på stort mod, - genom sin handling visar på stor människokärlek, - kämpar för en bättre och fredligare värld, - inte använder våld som metod, - handlar på ett sätt som juryn tror att Zaida Catalán skulle ha beundrat. |
| – Grön Ungdom |

#### Mottagare
- 2018: María Teresa Rivera(en)
- 2019: Dona Hariri
- 2020: Nina Rung
- 2021: Linda Staaf
- 2022: Susanne Al Jaiab
- 2023: Magda Gad

### 1325-stipendiet[17][18]
1325-stipendiet för kvinnor, fred och säkerhet till Zaida Cataláns minne delas ut av Folke Bernadotteakademin till unga personer som är engagerade i frågor som rör kvinnors deltagande i konfliktlösning. Stipendiet inrättades 2020 för att öka kunskapen om FN:s säkerhetsrådsresolution 1325 om kvinnor, fred och säkerhet.

#### Bakgrund
Zaida Catalán var under åren 2011–2016 utsänd av Folke Bernadotteakademin som jämställdhetsexpert till EU:s polisinsatser i Kongo-Kinshasa, Afghanistan och Palestina.